# The Queen Is Dead (canção)
"The Queen Is Dead" é uma canção de 1986 da banda inglesa de rock alternativo The Smiths, que aparece em seu terceiro álbum de estúdio de mesmo nome. Escrita por Morrissey e Johnny Marr, a canção traz letras antimonarquia que atraíram polêmica na imprensa musical do Reino Unido. Musicalmente, a música foi resultado de experimentação e improvisação, com Marr e a seção rítmica Andy Rourke e Mike Joyce usando tecnologia em estúdio para aprimorar suas performances.
Embora não tenha sido lançado como single até 2017, "The Queen Is Dead" atraiu notoriedade em sua época e fez várias aparições no setlist ao vivo da banda. Nos anos desde o seu lançamento, desde então tem sido aclamado pela crítica pelas letras selvagens de Morrissey e pela performance instrumental agressiva da banda.

## Fundo
As origens de "The Queen Is Dead" remontam a uma performance ao vivo da banda em 1985 de seu single "Barbarism Begins at Home", no qual Smith, o vocalista principal e escritor, Morrissey, anunciou as letras "The Queen Is Dead", que foram extraídas da obra de 1964 Last Exit to Brooklyn. Morrissey então decidiu mudar a letra de uma nova música. O guitarrista de Smith, Johnny Marr, baseou-se em "I Can't Stand It" do MC5 e do Velvet Underground para escrever a música, inspirado no tom político da letra. Esta música não foi lançada pela banda até ser incluída em uma compilação de arquivo em 1985. Grande parte da composição da música veio de muita improvisação no estúdio. Andy Rourke, que toca o violão, lembrou:

Às vezes você pode entrar no estúdio e tocar o dia inteiro e nada acontece. Naquele dia a mágica aconteceu e criamos essa música incrível que se tornou o tema de todo o álbum.
No estúdio, Rourke compôs a linha de baixo da música, o que Marr descreveu como uma realização "que [outros] baixistas ainda não conseguiram igualar". Após a morte de Rourke em 2023, Marr disse: "Observá-lo tocar baixo na música The Queen is Dead foi tão impressionante que eu disse a mim mesmo: "Nunca esquecerei esse momento"".

Marr criou sua linha de guitarra em estúdio ajustando o ângulo do pedal wah-wah para alterar a nota de um harmônico. O resultado de uma amostra em loop que Joyce gravou foi a introdução da bateria em camadas de Mike Joyce. Stephen Street, o engenheiro da banda, afirmou: "Tínhamos um sampler muito antiquado... você só podia gravar por um certo tempo, mas podia fazer um loop". Apresentamos uma pequena porção do ritmo explosivo após solicitar a Mike que tocasse.
A canção explora a aversão de Morrissey pela monarquia, que mais tarde ele caracterizou como um "sistema social desigual e injusto". Morrissey disse à mídia: "Há uma rede de segurança na música de que a 'velha rainha' sou eu." Além disso, a música é inspirada no evento quando Michael Fagan entrou no Palácio de Buckingham e conheceu a Rainha Elizabeth II. Tony Fletcher, o autor, afirma que a letra da música "Quando você está amarrado ao avental da sua mãe, ninguém fala sobre castração" faz referência à íntima relação de Morrissey com sua mãe quando ele era criança.
A música começa com um trecho de "Take Me Back to Dear Old Blighty", cantado pela atriz Cicely Courtneidge no filme de 1962 The L-Shaped Room, a pedido de Morrissey. De acordo com Street, um minuto da música da jam foi removido da gravação final. A banda inicialmente pretendia que a música desaparecesse.

## Lançamento
"The Queen Is Dead" foi a faixa de abertura do álbum de estúdio da banda de 1986. Embora um vídeo tenha sido produzido, não foi lançado como single na época. A letra da música causou polêmica na imprensa musical: Morrissey lembrou um incidente em que uma revista mentiu dizendo que ele pediu desculpas à Rainha para sua consternação.
"The Queen Is Dead" apareceu nos setlists ao vivo da banda durante este período, com Joyce reproduzindo a introdução de bateria artificial da música ao vivo, sem fitas. Uma versão ao vivo da música aparece no álbum ao vivo da banda de 1988, Rank. A Billboard descreveu esta versão da música como "rosnante".
Para promover o relançamento da edição de colecionador de 2017 de The Queen Is Dead, a faixa-título foi lançada exclusivamente como um single de vinil de edição limitada em formatos de sete e doze polegadas. Morrissey criticou a varejista de discos HMV por colocar adesivos nos singles limitando-os a um por cliente, implorando aos fãs que usassem "sete perucas variáveis" e outros disfarces para "comprar quantas cópias de 'The Queen Is Dead' na HMV desejarem". Este single de 2017 alcançou a posição 85 nas paradas do Reino Unido. Após a morte da Rainha Elizabeth II em 8 de setembro de 2022, "The Queen Is Dead", teve um aumento de 1.687% nos números de streaming.

## Recepção Crítica
"The Queen Is Dead" foi aclamado pela crítica desde seu lançamento. Spin chamou a faixa de "emocionante" e reconheceu: "Você tem que admirar um cara que consegue rimar 'rusty spanner' com 'play pianner'." Mark Coleman da Rolling Stone elogiou a música por "parodiar [ying] o fascínio da mídia com a família real por causa de explosões bombásticas de guitarra e uma linha de baixo agressiva". Stephen Thomas Erlewine do AllMusic descreveu a música como "tempestade", enquanto Stewart Mason do mesmo site elogiou as letras de Morrissey como "selvagens e hilariantes" e chamou a música de "uma das obras-primas da banda".
O Blender destacou a música como a faixa principal para download do álbum. A Rolling Stone classificou a música como a sétima melhor música dos Smiths, escrevendo: "Quando os Smiths terminarem de bater em 'The Queen Is Dead', a Inglaterra será deles". A NME a nomeou a nona melhor da banda, enquanto Consequence of Sound classificou a música como a décima melhor da banda, chamando-a de "melhor começo de qualquer disco dos Smiths". A Billboard também a classificou como a décima melhor música dos Smiths, concluindo: "Sim, os Smiths podem arrasar".

## Paradas musicais
| Parada musical   | pico |
| ---------------- | ---- |
| UK Singles (OCC) | 85   |

## Formação
- Morrissey - Vocal
- Andy Rourke - Baixo
- Mike Joyce - Bateria
- Johnny Marr - Guitarra